# Riede (Bad Emstal)

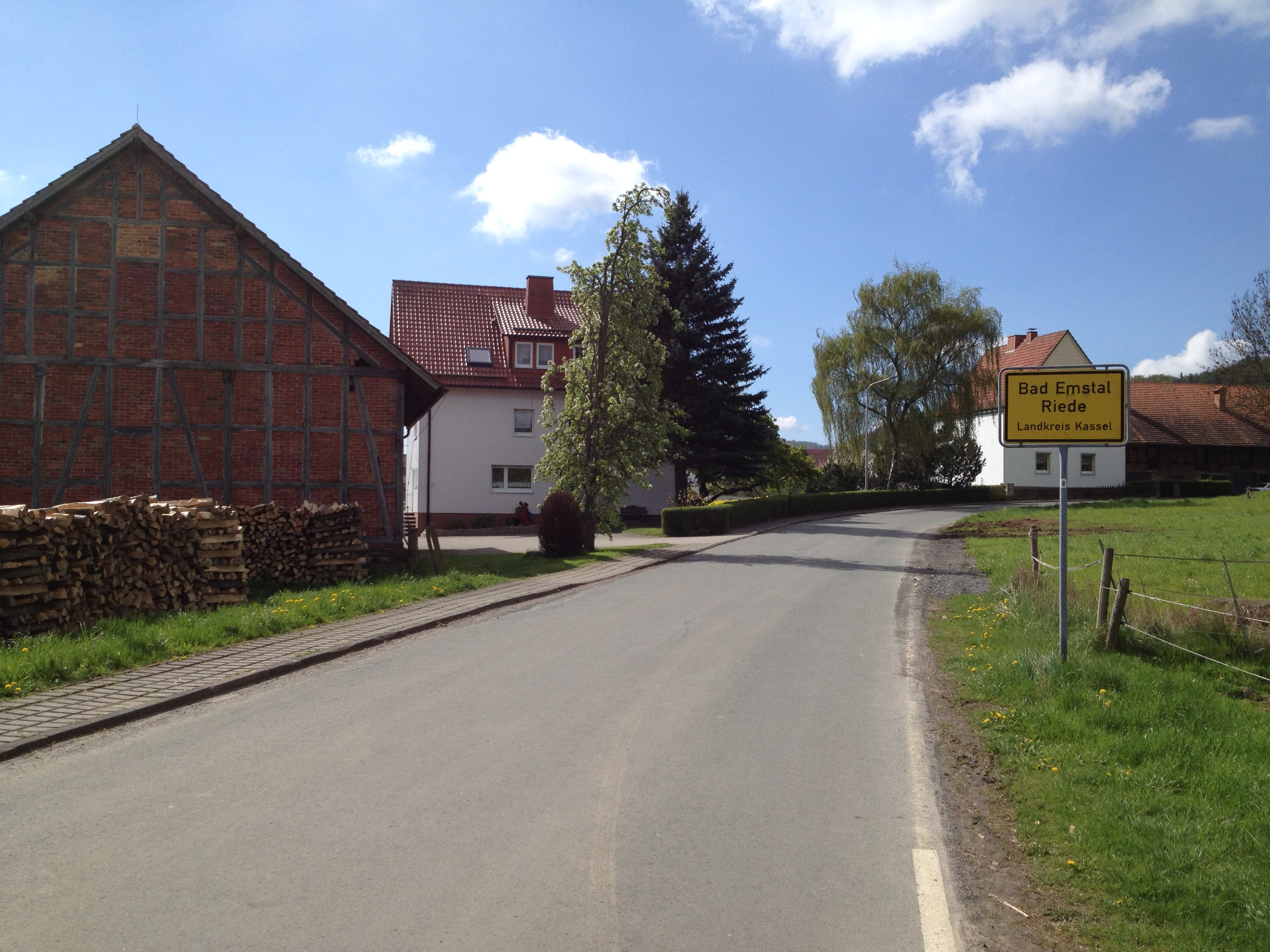
Ortseingang Elbenberger Straße

Riede ist ein Dorf im Landkreis Kassel in Nordhessen und mit etwa 300 Einwohnern der kleinste Ortsteil der Gemeinde Bad Emstal. Riede liegt südlich des Hauptortes Sand im Naturpark Habichtswald. Östlich des Dorfes verläuft die Bundesstraße 450 von Fritzlar nach Wolfhagen.

## Geschichte

### Ortsgeschichte
Im Jahr 1081 wird der kleine Ort im Güterregister des Klosters Hasungen soweit bekannt erstmals urkundlich als Riethun im Besitz des Klosters Merxhausen erwähnt. 1261 erfuhr der Ort Erwähnung, als der Mainzer Erzbischof Werner den Zehnten zu Berningeshusen und zu Riede, bis zu diesem Zeitpunkt von dem Ritter Gerlach von Grifte als kurmainzisches Lehen gehalten, dem Augustinerinnenkloster Fritzlar schenkte. 1356 gab Landgraf Heinrich II. Riede den Herren von Wehren zu Lehen, als er im Tausch das bisher von ihnen als hessisches Lehen gehaltene Gericht Mittel-Venne und Langen-Venne erwarb. 1443 kauften die von Meysenbug Riede und trugen es seitdem zu Lehen. Sie residierten von 1443 bis 1810 im Schloss Riede. Mit dem Tod von Heinrich von Meysenbug im Jahre 1810 fiel Riede an den damaligen Landesherren, Jérôme Bonaparte, König des napoleonischen Königreichs Westphalen, der es bereits sieben Wochen später seinem Großstallmeister, dem zum Grafen von Ried(e) ernannten General Philippe François Maurice d’Albignac schenkte. Der erfreute sich des Besitzes aber nicht lange, denn er fiel bald bei König Jérôme in Ungnade, kehrte nach Frankreich zurück und starb 1824 in Paris. Nach der Restitution des Kurfürstentums Hessen-Kassel im Jahre 1813 zog Kurfürst Wilhelm I. die Herrschaft Riede als erledigtes Lehen ein und bot sie dem Generalleutnant Wilhelm Engelhard an, dem Sohn des hessischen Historiographen Regnerus Engelhard, mit gleichzeitiger Verleihung des erloschenen Meysenbugschen Adelstitels. Engelhard lehnte jedoch ab. 1815 übertrug Wilhelm I. das Schloss seinem Sohn, dem Kurprinzen Wilhelm II., den er 1819 für vier Wochen mit seiner Mätresse Emilie Ortlöpp dorthin verbannte. Erbittert bot der Kurprinz Riede, das er bis dahin sorgsam gepflegt und in Stand gehalten hatte, dem Lombardassessor Reusch für 40.000 Taler an, der aber ablehnte. Das Schloss und Gut kamen dann für 34.000 Taler an den Kammerherrn von Buttlar zu Elberberg, der 1825 ein Familienfideikommiss daraus machte. Von 1825 bis 2007 waren Gut und Schloss im Besitz der Herren von Buttlar. Das Schloss ist heute in Privatbesitz, wurde von 2009 bis 2010 renoviert und ist der Öffentlichkeit nicht zugänglich.
1959 entstand das Dorfgemeinschaftshaus. Im Zuge der Gebietsreform in Hessen verlor die Gemeinde Riede zum 31. Dezember 1971 ihre Eigenständigkeit und bildet seitdem zusammen mit Balhorn, Merxhausen und Sand die Gemeinde Bad Emstal.

### Burg und Schloss
Anstelle einer Burg entstand um 1563/1564 das Renaissanceschloss am westlichen Ortsrand unterhalb des Klauskopfes. Im Schloss sind noch Keller und Außenmauern aus dem 12/13. Jahrhundert erhalten. Es wird zudem angenommen, dass sich dort vorher Reste eines früheren Klosters befunden haben. 1678 und Anfang des 18. Jahrhunderts wurde das Schloss umgebaut und erweitert. Im 19. Jahrhundert, beim Umbau des Südflügels, wurde eine romanische Kapelle abgebrochen.

## Bevölkerung
Einwohnerstruktur 2011
Nach den Erhebungen des Zensus 2011 lebten am Stichtag, dem 9. Mai 2011, in Riede 297 Einwohner, davon 294 deutsche Staatsbürger. 
Einwohnerentwicklung
| Quelle: Historisches Ortslexikon |                  |
| • 1585:                          | 21 Haushaltungen |
| • 1747:                          | 35 Haushaltungen |

| Riede: Einwohnerzahlen von 1834 bis 2011 | Riede: Einwohnerzahlen von 1834 bis 2011 | Riede: Einwohnerzahlen von 1834 bis 2011 | Riede: Einwohnerzahlen von 1834 bis 2011 | Riede: Einwohnerzahlen von 1834 bis 2011 |
| --- | ---------------------------------------- | ---------------------------------------- | ---------------------------------------- | ---------------------------------------- |
| Jahr |                                          |                                          |                                          | Einwohner                                |
| 1834 | 1834                                     |                                          | 380                                      | 380                                      |
| 1840 | 1840                                     |                                          | 369                                      | 369                                      |
| 1846 | 1846                                     |                                          | 372                                      | 372                                      |
| 1852 | 1852                                     |                                          | 385                                      | 385                                      |
| 1858 | 1858                                     |                                          | 374                                      | 374                                      |
| 1864 | 1864                                     |                                          | 372                                      | 372                                      |
| 1871 | 1871                                     |                                          | 361                                      | 361                                      |
| 1875 | 1875                                     |                                          | 259                                      | 259                                      |
| 1885 | 1885                                     |                                          | 377                                      | 377                                      |
| 1895 | 1895                                     |                                          | 391                                      | 391                                      |
| 1905 | 1905                                     |                                          | 364                                      | 364                                      |
| 1910 | 1910                                     |                                          | 352                                      | 352                                      |
| 1925 | 1925                                     |                                          | 313                                      | 313                                      |
| 1939 | 1939                                     |                                          | 279                                      | 279                                      |
| 1946 | 1946                                     |                                          | 507                                      | 507                                      |
| 1950 | 1950                                     |                                          | 490                                      | 490                                      |
| 1956 | 1956                                     |                                          | 352                                      | 352                                      |
| 1961 | 1961                                     |                                          | 323                                      | 323                                      |
| 1967 | 1967                                     |                                          | 304                                      | 304                                      |
| 1970 | 1970                                     |                                          | 309                                      | 309                                      |
| 1980 | 1980                                     |                                          | ?                                        | ?                                        |
| 1990 | 1990                                     |                                          | 325                                      | 325                                      |
| 1995 | 1995                                     |                                          | 358                                      | 358                                      |
| 2000 | 2000                                     |                                          | 339                                      | 339                                      |
| 2005 | 2005                                     |                                          | 319                                      | 319                                      |
| 2011 | 2011                                     |                                          | 297                                      | 297                                      |
| Datenquelle: Historisches Gemeindeverzeichnis für Hessen: Die Bevölkerung der Gemeinden 1834 bis 1967. Wiesbaden: Hessisches Statistisches Landesamt, 1968. Weitere Quellen: LAGIS; Gemeinde Bad Emstal;; Zensus 2011 |                                          |                                          |                                          |                                          |

## Religion

### Jüdische Gemeinde

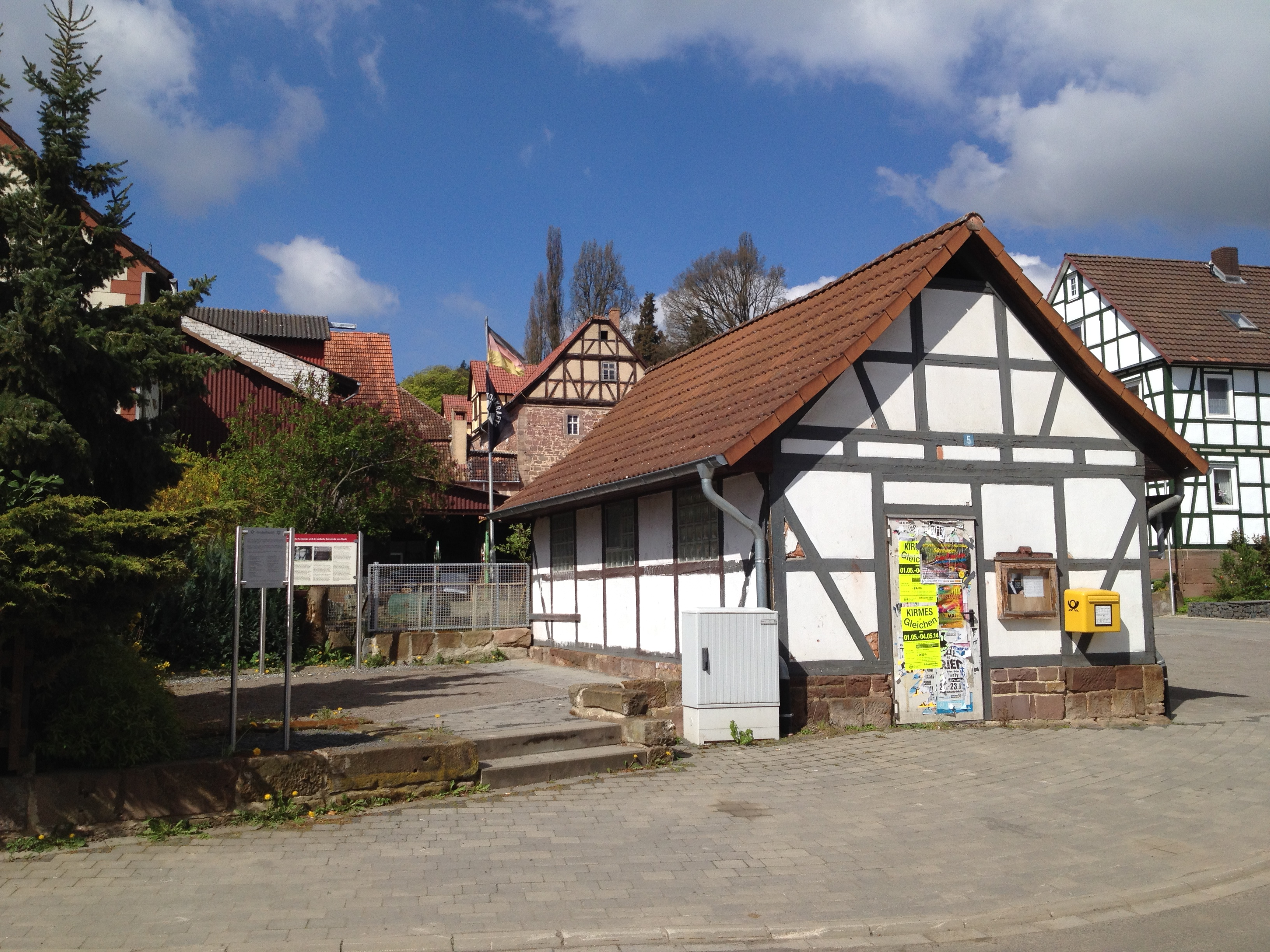
Ortskern von Riede, mit ehemaliger Synagoge

Seit dem 18. Jahrhundert bestand eine jüdische Gemeinde im Ort. Etwa ab dem Jahre 1845 bestanden eine Synagoge und eine jüdische Schule in einem Anbau eines Hauses in der Elbenberger Straße 3 (ehemals Hauptstraße 16); das Gebäude wurde 1910 verkauft. Während des 19. Jahrhunderts lebten dreißig und mehr jüdische Personen im Ort. Gegen Ende des 19. Jahrhunderts werden noch etwa 32 jüdische Einwohner erwähnt. Während der Zeit des Nationalsozialismus endet die Geschichte der jüdischen Gemeinde mit der Vertreibung bzw. Ermordung ihrer Mitglieder.

### Kirchengeschichte

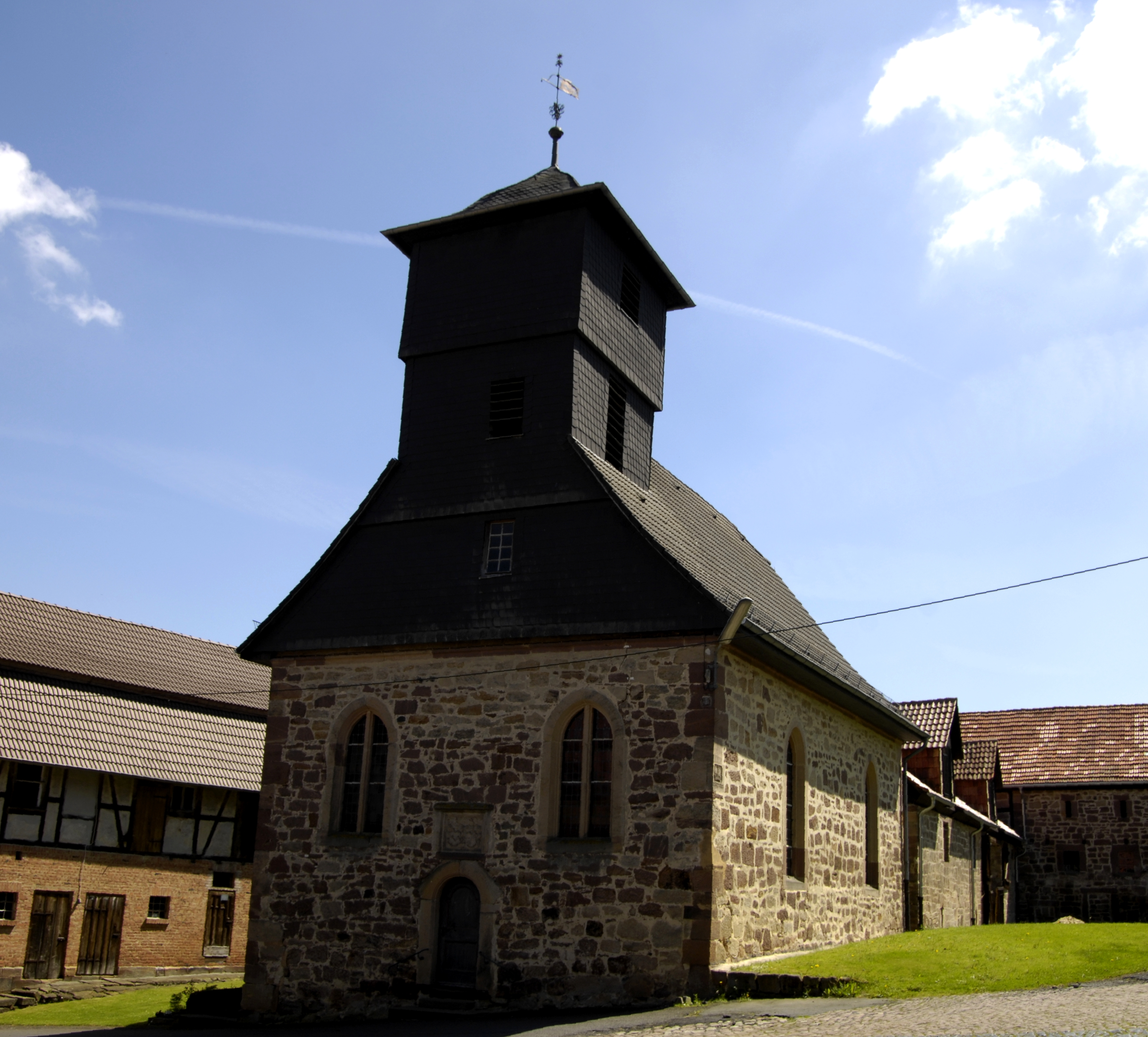
Evangelische Kirche Riede

In den 1670er Jahren ließen Wolrad von Meysenbug und seine Gemahlin Elisabeth geb. Robinson die barocke Saalkirche errichten. Sie war Patronatskirche des Rieder Schlosses. Am 18. Mai 1674 wurde sie in Anwesenheit des Landgrafen Karl und seiner Mutter, der vormundschaftlichen Regentin Hedwig Sophie, geweiht. Auf einer Steintafel über der Eingangstür finden sich die Wappen der Familien von Meysenbug und Robinson. Der aufgesetzte Glockenturm enthält zwei Glocken. Die größere, eine Stahlglocke, ist vermutlich Mitte bis Ende der 1940er Jahre hergestellt worden. Die zweite, eine kleinere Bronzeglocke, stammt aus dem Jahr 1574 und befand sich vermutlich in einem Vorgängerbau im Bereich des Schlosses. Der Innenraum wurde Mitte der 1980er Jahre renoviert, Turmhaube und Wetterfahne wurden 1988 saniert.

### Historische Religionszugehörigkeit
| Quelle: Historisches Ortslexikon |                                                                                             |
| • 1885:                          | 311 evangelische (= 92,84 %), zwei katholische (= 0,60 %), 22 jüdische (= 6,57 %) Einwohner |
| • 1961:                          | 274 evangelische (= 84,21 %), 51 katholische (= 15,78 %) Einwohner                          |

## Kultur und Sehenswürdigkeiten
- Auf dem nahen 413,7 m ü. NHN[10] hohen Klauskopf steht der „Klauskopfturm“, ein 1857 errichteter steinerner Aussichtsturm.
- 1976 fand in Riede unter der Leitung von Prof. Karl-Heinrich Hülbusch und Prof. Lucius Burckhardt mit Studentinnen und Studenten des Fachbereichs 13 der Gesamthochschule Kassel der sogenannte Ur-Spaziergang der Spaziergangswissenschaft statt.[11]